# Cortinarius torvus
Cortinarius torvus (Elias Magnus Fries, 1818 ex Elias Magnus Fries, 1838) din încrengătura Basidiomycota, în familia Cortinariaceae și de genul Cortinarius este o specie destul de frecventă de ciuperci necomestibile care coabitează, fiind un simbiont micoriza (formează micorize pe rădăcinile arborilor). O denumire populară nu este cunoscută. În România, Basarabia și Bucovina de Nord se dezvoltă de la câmpie la munte în grupuri cu adesea mai multe exemplare dintr-un trunchi comun, în păduri de foioase sub stejari, dar cu predilecție sub fagi și ocazional în cele de conifere, acolo pe lângă  molizi. Timpul apariției este din (august) septembrie până în noiembrie.

## Taxonomie

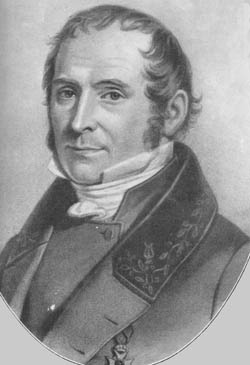
Elias Fries

Numele binomial hotărât este Agaricus torvus, determinat de faimosul savant suedez Elias Magnus Fries în volumul 2 al operei sale Observationes mycologicae din 1818.
Apoi, în 1838, Fries însuși a transferat specia la genul Cortinarius sub păstrarea epitetului, de verificat în cartea sa Epicrisis systematis mycologici, seu synopsis hymenomycetum, fiind și numele curent valabil (2022).
Denumirea creată de savantul francez Pierre Bulliard în volumul 2 al operei sale Histoire des champignons de la France din 1782, anume Agaricus araneosus, a fost ulterior desemnată drept lectotip (din cuvintele grecești lectos=citat și typos=tip, un tip determinat, spre deosebire de holotipul, mult mai târziu, uneori mai multe decenii după denumirea originală și a descrierii unei specii noi).
Sinonime obligatorii sunt Telamonia torva al micologului german Friedrich Otto Wünsche din 1877 și Hydrocybe torva al micologului austriac M.M.Moser din 1953, ambele bazând pe descrierea lui Fries, dar și ceilalți taxoni sunt acceptați.
Epitetul specific este derivat din adjectivul latin (latină torvus=înspăimântător, înfiorător, cu aspect sălbatic), datorită punctului de vedere general.

## Descriere

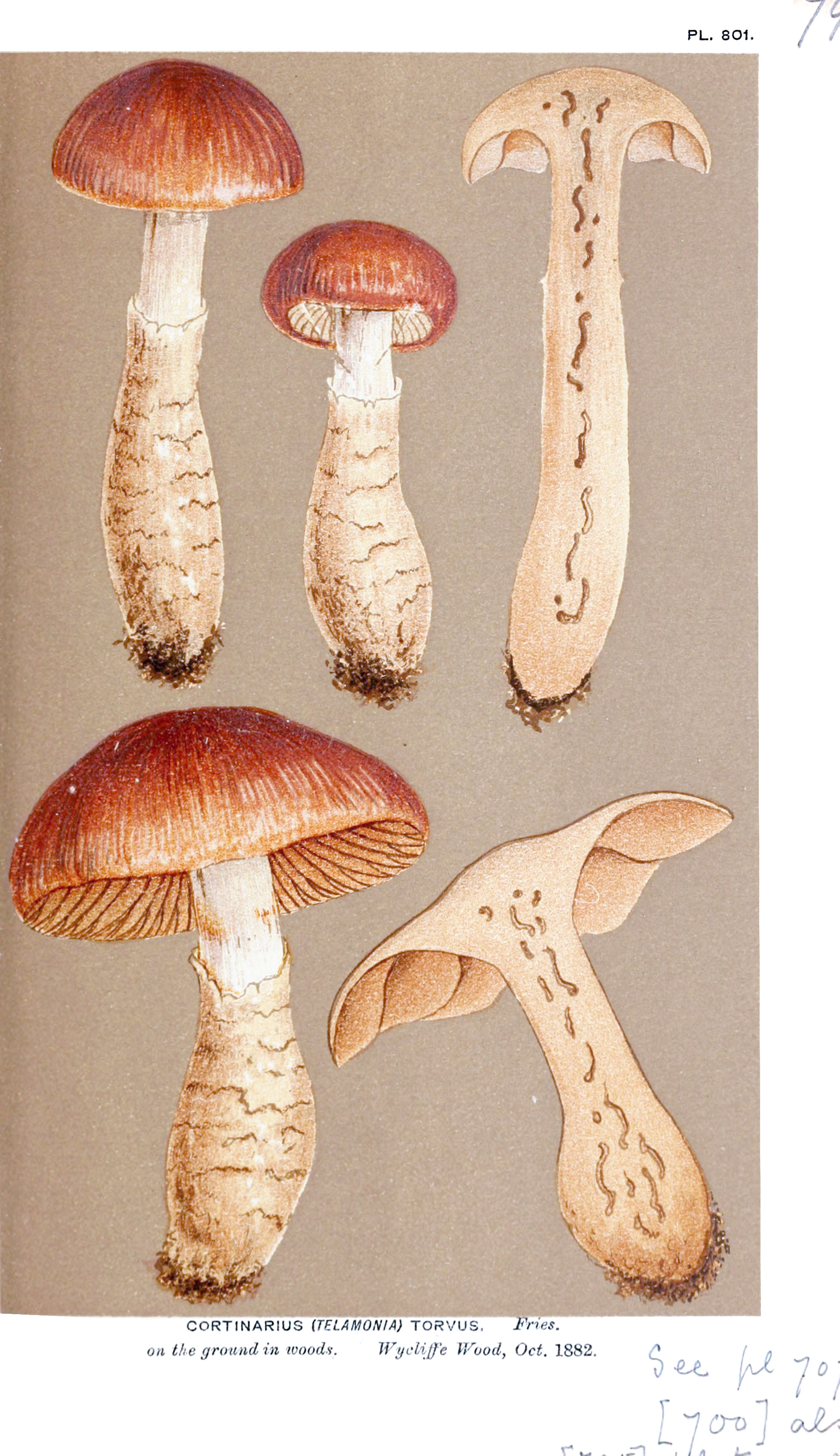
Cooke: Cortinarius torvus

- Pălăria: slab higrofană, destul de cărnoasă și destul de robustă cu un diametru de 4-10 (13) cm este la început boltit-convexă cu marginea răsucită spre interior, rămâne convexă, nu aplatizează niciodată în întregime, dar prezintă uneori o cocoașă largă și slabă în centru. Cuticula uscată este încrustată radial-fibros, brumată în stadiu mai tânăr gri-fibros, după dispărerea brumei cu aspect marmorat și la bătrânețe golașă. Marginea prezintă nu rar fâșii zdrențuroase și albicioase, resturi ale vălului parțial. Coloritul ocru gri-violet până brun-violet sau brun-roșcat, devine la ariditate gri-albicios, uneori cu nuanțe maronii, marginea fiind mai deschisă, albicioasă.
- Lamelele: foarte distanțate între ele sunt destul de groase, bifurcate, cu lameluțe intercalate de lungime diferită și slab bombat aderate la picior, fiind învăluite la început de o cortină albă, formată din fibre foarte fine ca păienjeniș, resturile vălului parțial. Muchiile sunt slab zimțate. Coloritul este la început gri- violet până brun-violet deschis, devine cu avansarea în vârstă din ce în ce mai brun închis.
- Piciorul: cu o înălțime de 5-8 (9) cm și o grosime de 1-1,5 (2) cm este uscat, robust, fibros longitudinal, clavat sau oarecum bulbos (umflat in partea inferioară) deasupra unei baze conice, fiind plin pe dinăuntru și la bătrânețe mai mult sau mai puțin gol. Este învelit sub zona inelară, care constă dintr-un inel fragil și pliat al materialului de văl, de o teacă asemănătoare ciorapilor (tot rămășițele vălului universal) cu aspect șerpuit. Coloritul învelișului este alb-cenușiu până ocru-albicios, în vârstă adesea cu picățele maronii (datorită sporilor), fiind spre vârf liliachiu până brun-violet.
- Carnea: destul de fermă și în picior fibroasă este în pălărie precum partea de jos al piciorului albicioasă, iar în partea de sus al tijei marmorată palid violaceu până gri-albăstrui, direct sub vârf adesea pur violet. Are un miros fructuos, insistent dulceag, ca de prune uscate sau fructe fermentate și un gust blând, dar mucegăit cu note de fructe stricate.[3][4]
- Caracteristici microscopice: are spori puternic dextrinoizi (se decolorează cu reactivul Melzer brun-roșiatic închis) în formă de picătură până slab elipsoidali cu un apicol rotunjit lat precum o depresie centrală, presarăți pe suprafață cu veruce dense de lungime diferită, spre apicol mai grosolane, în contur cu un aspect aspru, măsurând 8,6 (9,3)-10,7 (11,5) x (5,6) 6,2-(7,1 (7,9) microni. Pulberea lor este brun-ruginie. Basidiile cu preponderent 4 sterigme fiecare sunt clavate. Pileocistidele (elemente sterile de pe suprafața pălăriei) constau din elemente hialine (translucide) cu nuanțe maronii, ocazional încrustate. Cheilocistide (elemente sterile situate pe muchia lamelor) sunt prezente, dar rare, având forma de bazidiole (bazidii tinere, fără sterigme, dispuse în stratul himenial printre bazidiile mature). Pleurocistidele (elemente sterile situate în himenul de pe fețele lamelor) lipsesc, dar există celule marginale sub-clavate și septate.[13][14][15][16]
- Reacții chimice: cuticula se decolorează cu hidroxid de potasiu de 40% palid brun, carnea și lamelele rămânând fără nici o reacție.[17]

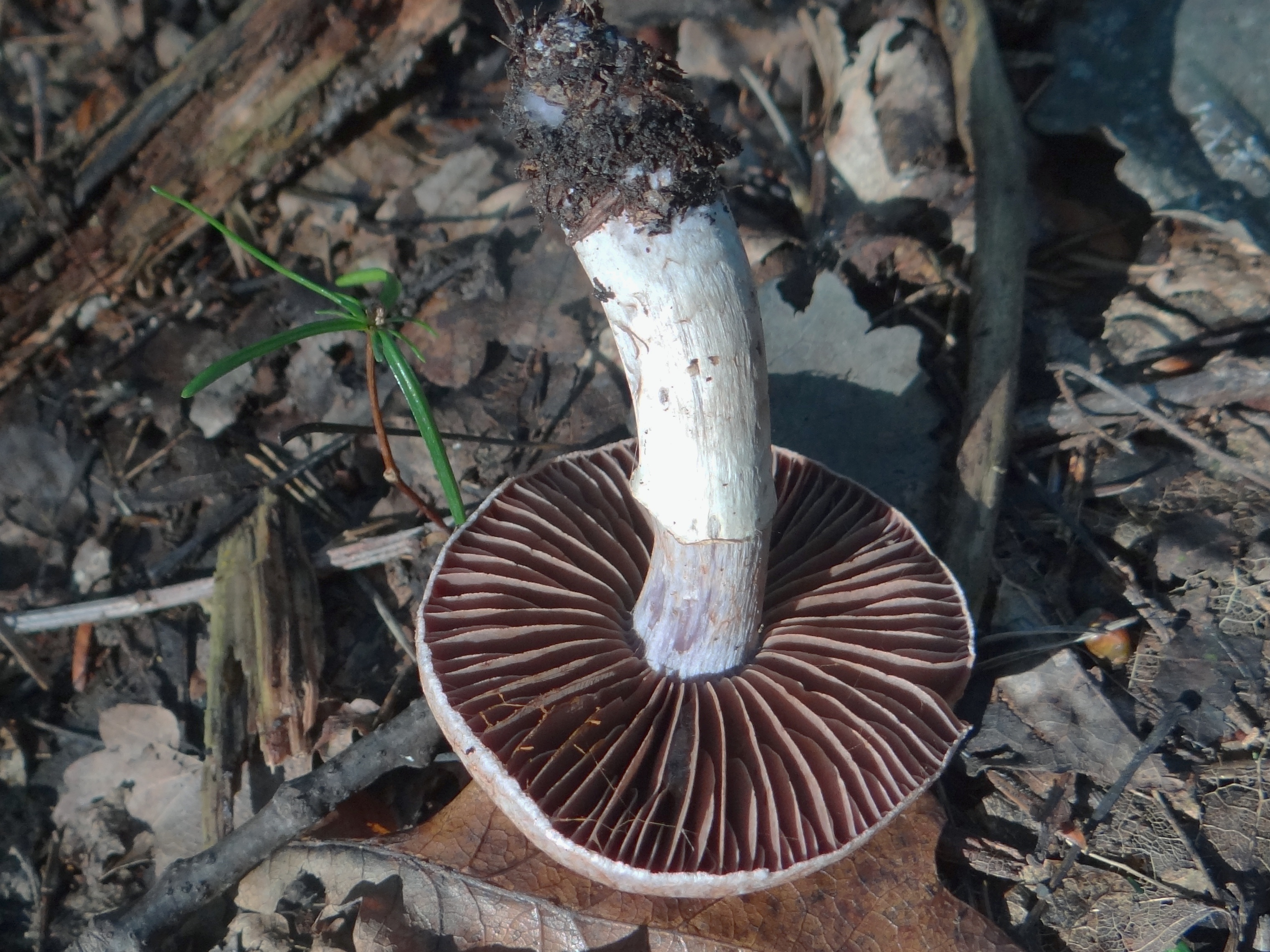
C. torvus, lamele și picior
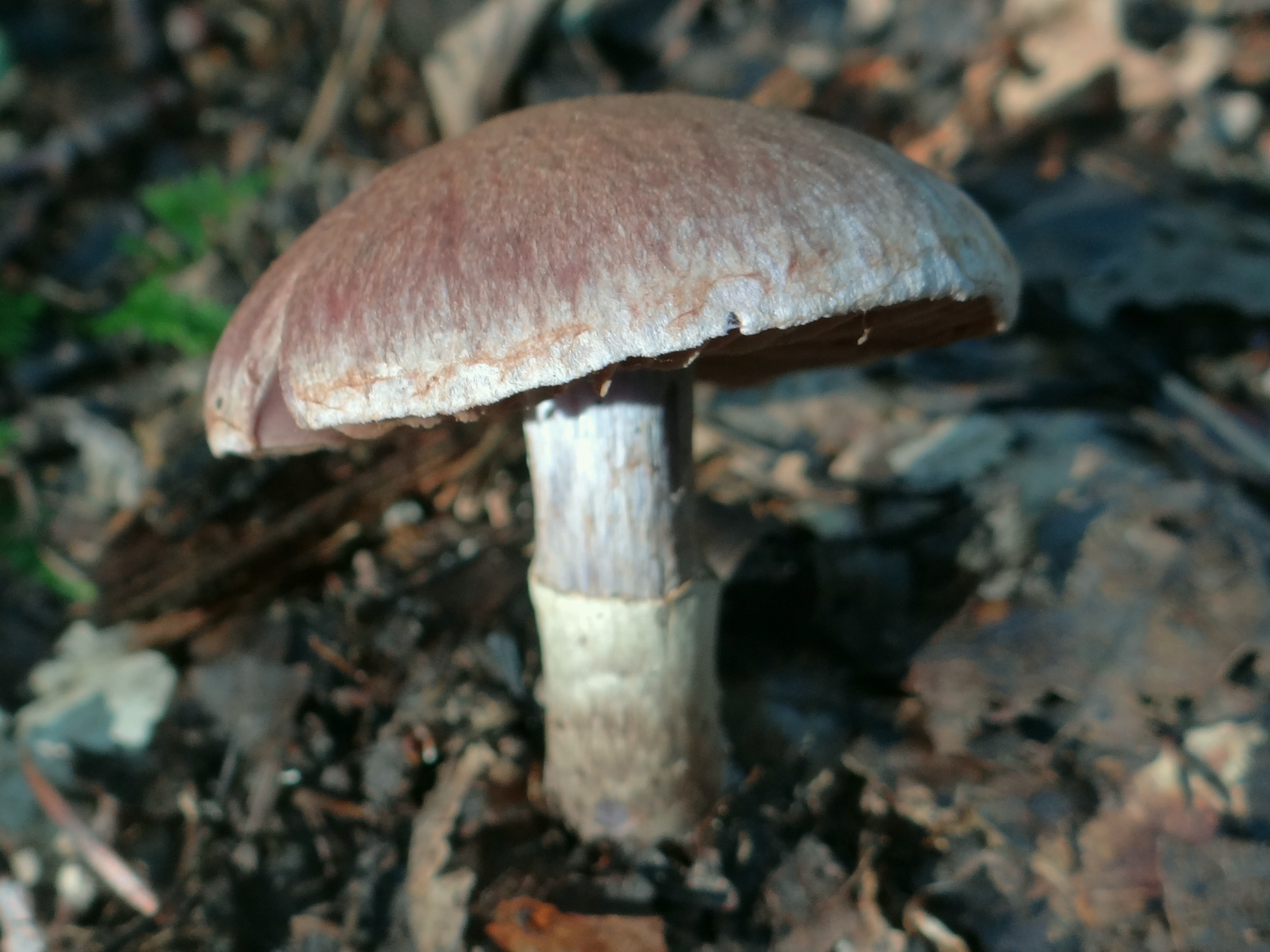
C. torvus, aspect lateral
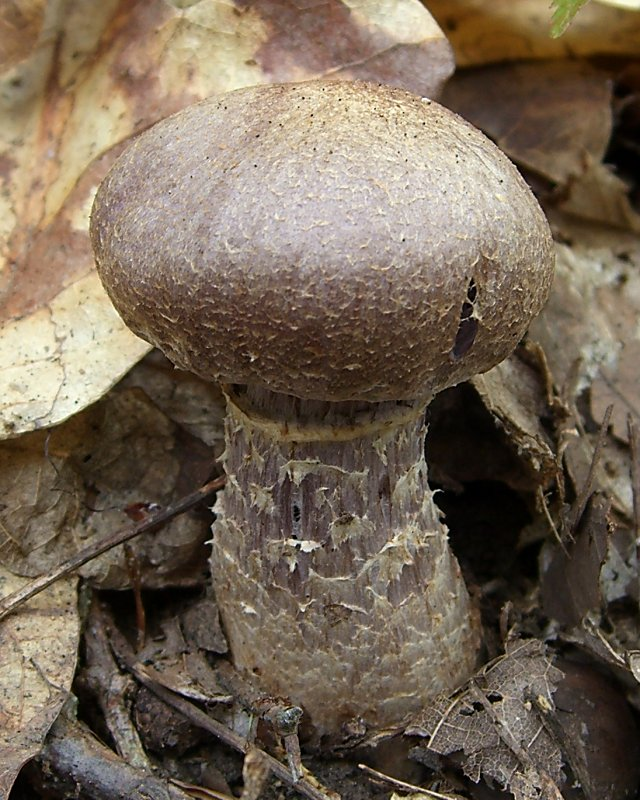
C. torvus tânăr
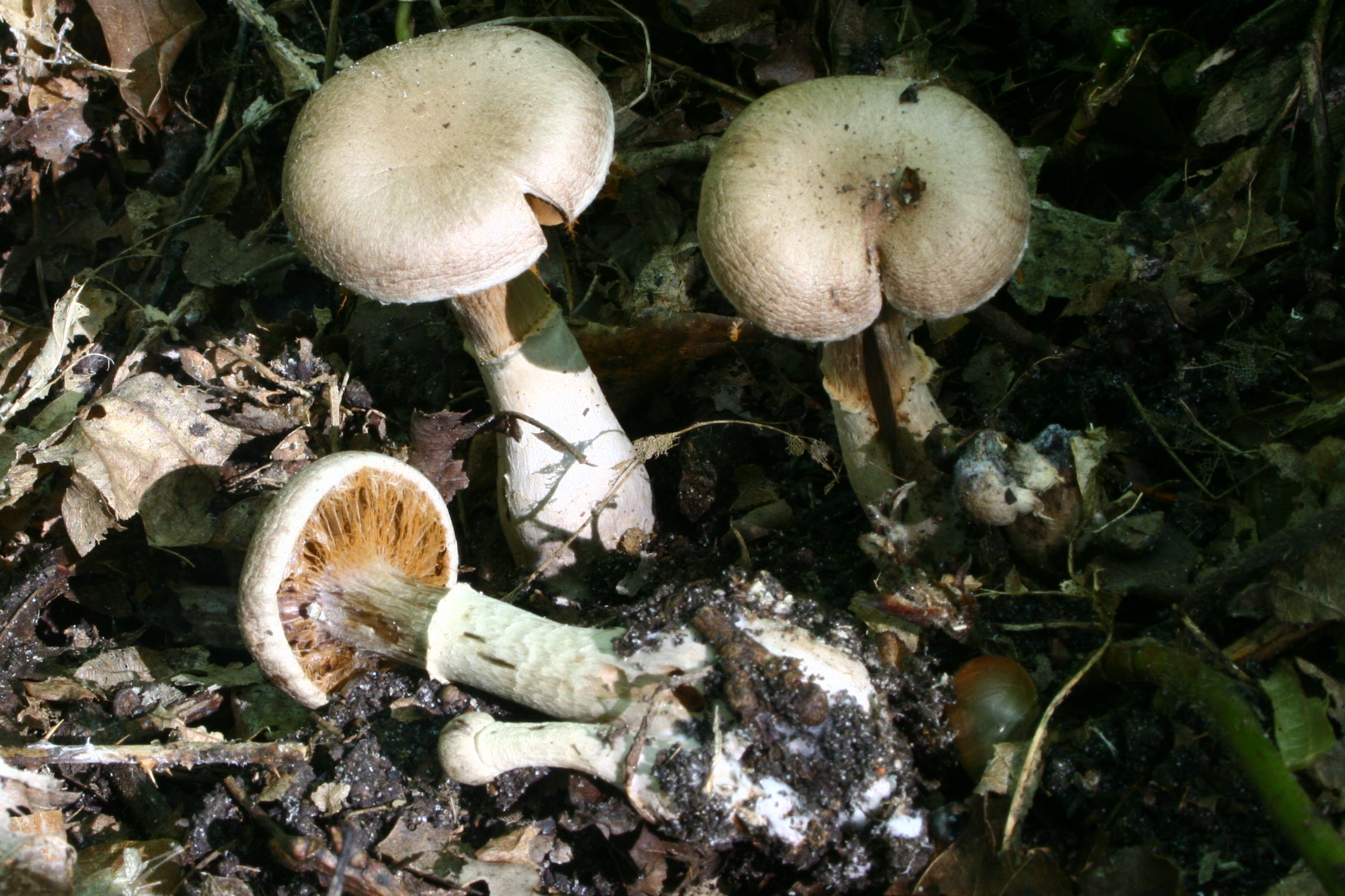
C. torvus mai bătrâni

## Confuzii
Cortinarius torvus poate fi confundat de exemplu cu: Cortinarius alboviolaceus (necomestibil), Cortinarius anomalus (comestibil, de valoare scăzută), Cortinarius allutus, (comestibil, miros de miere, gust blând), Cortinarius bivelus (necomestibil), Cortinarius cagei sin. Cortinarius bicolor (necomestibil), Cortinarius caerulescens (necomestibil), Cortinarius camphoratus (necomestibil), Cortinarius caninus (comestibil), Cortinarius caperatus sin. Rozizes caperata (comestibil), Cortinarius glaucopus (comestibil), Cortinarius laniger (necomestibil), Cortinarius malachius (necomestibil), Cortinarius praestans (comestibil, mai mare), Cortinarius rigens (necomestibil), Cortinarius spilomeus, (necomestibil), Cortinarius subtortus (necomestibil), + imagini, Cortinarius terribilis (necomestibil) + imagini sau Cortinarius traganus (destul de otrăvitor).

## Specii asemănătoare în imagini

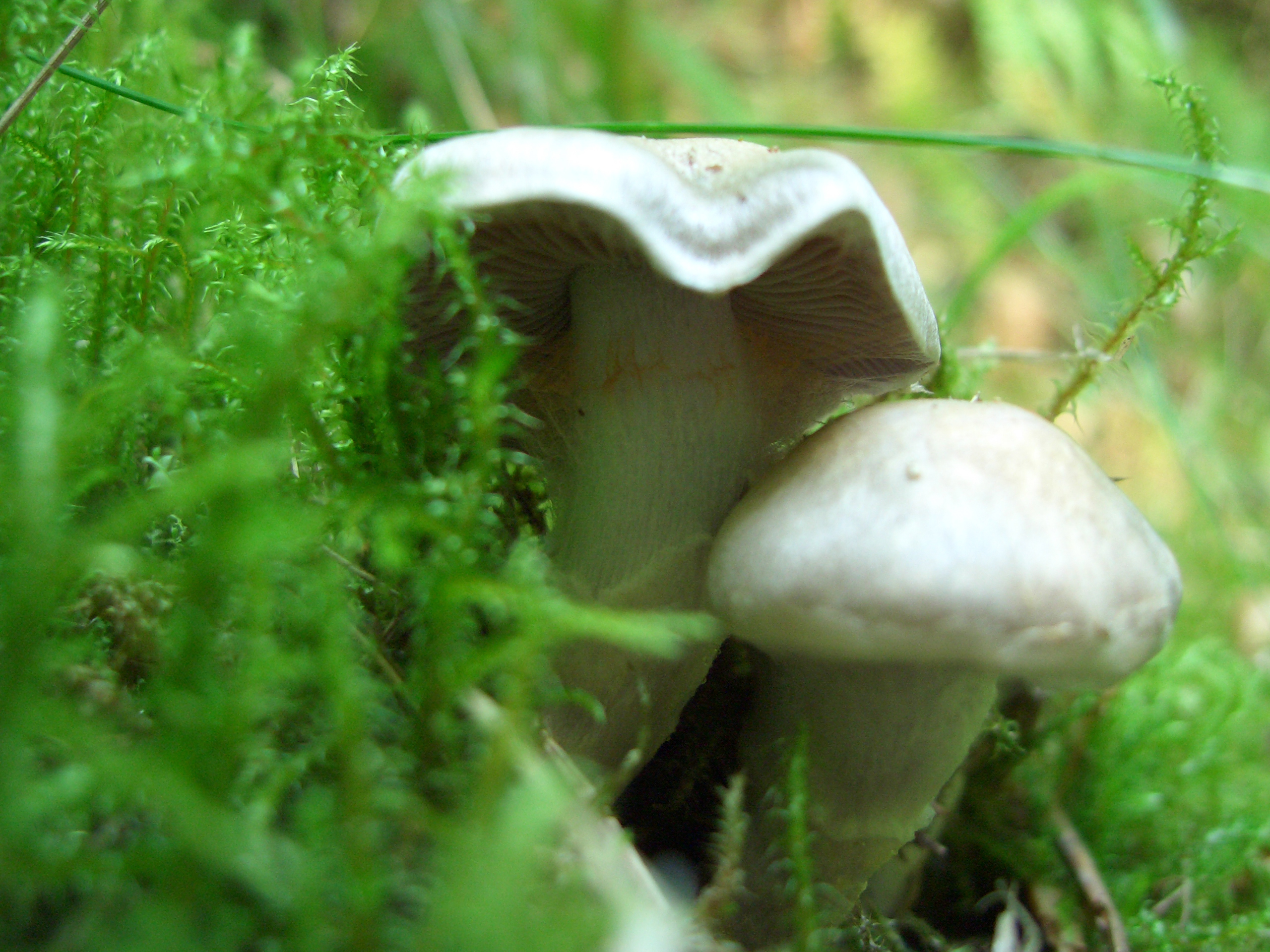
!Cortinarius alboviolaceus!
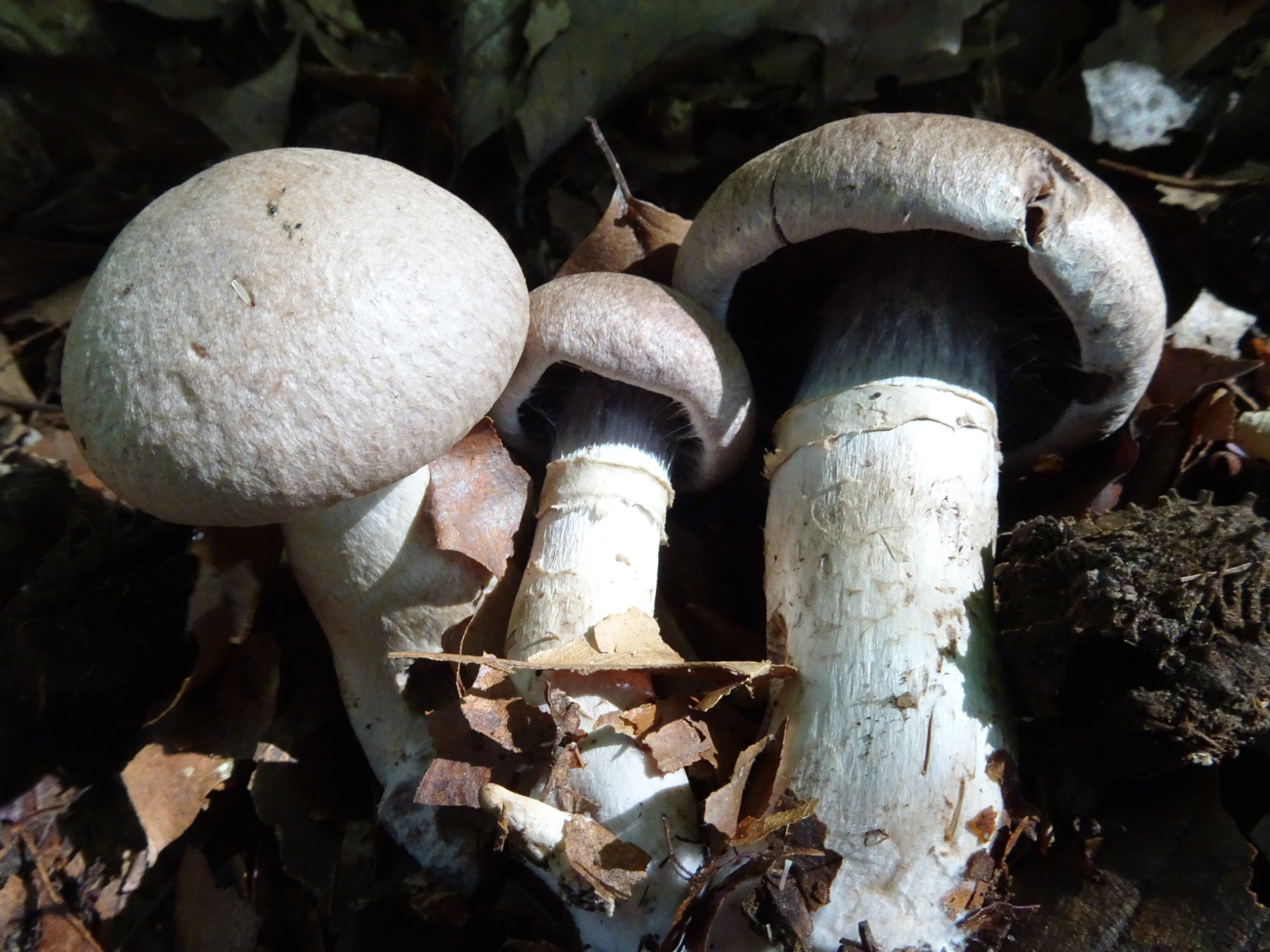
Cortinarius anomalus
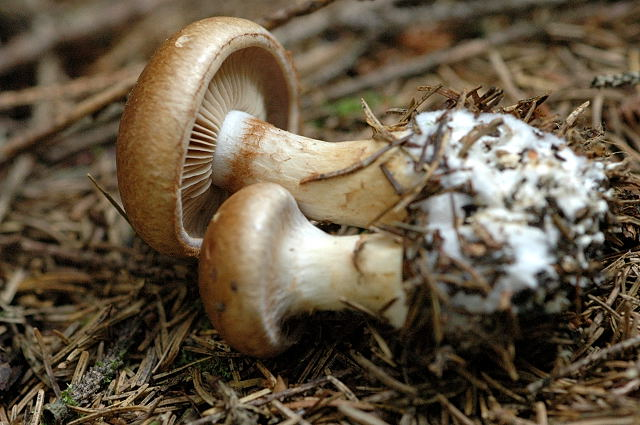
Cortinarius allutus
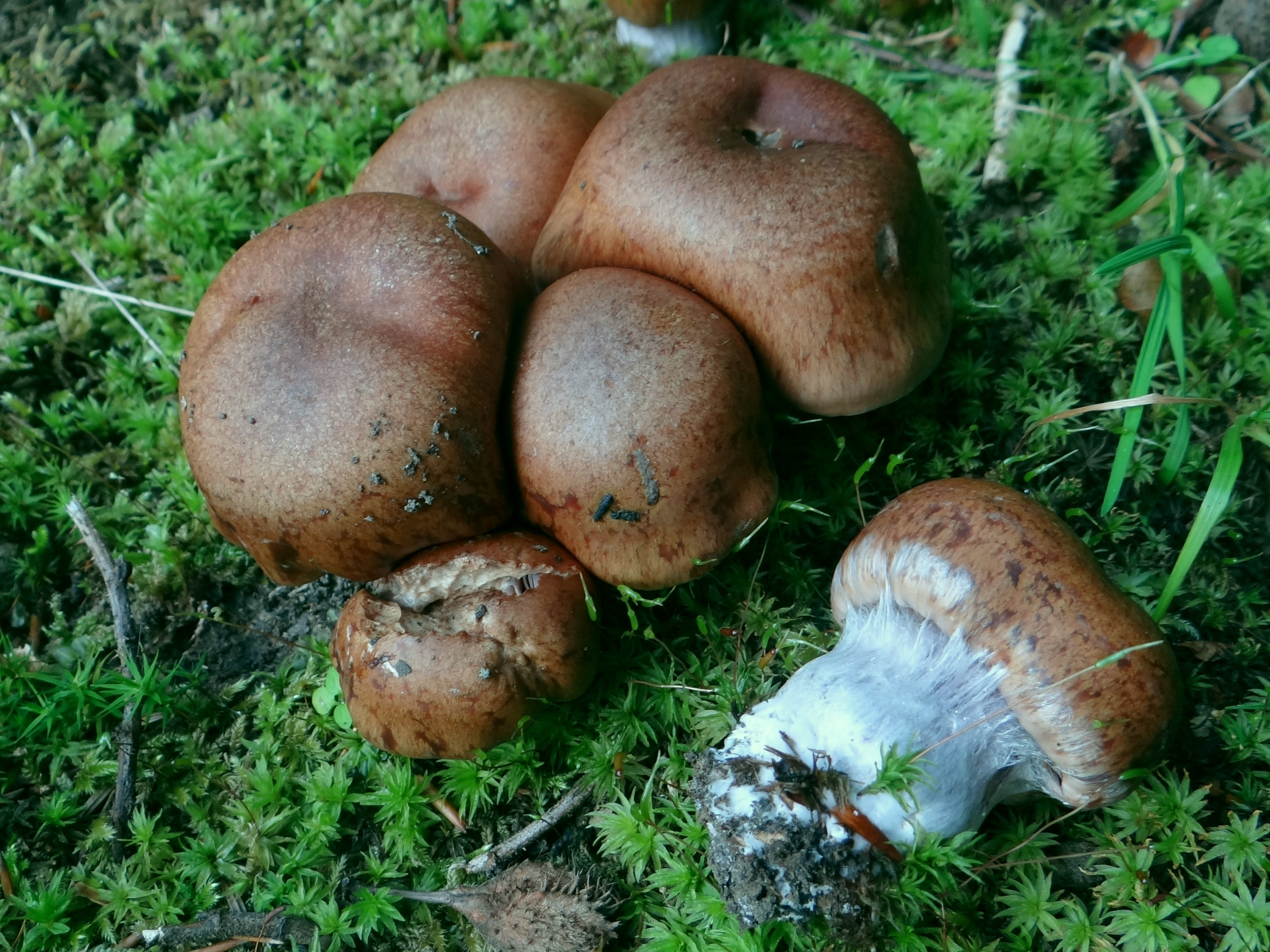
!Cortinarius bivelus!
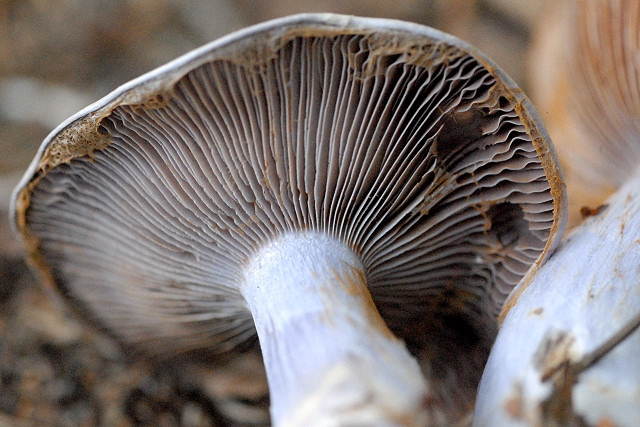
!Cortinarius caerulescens!
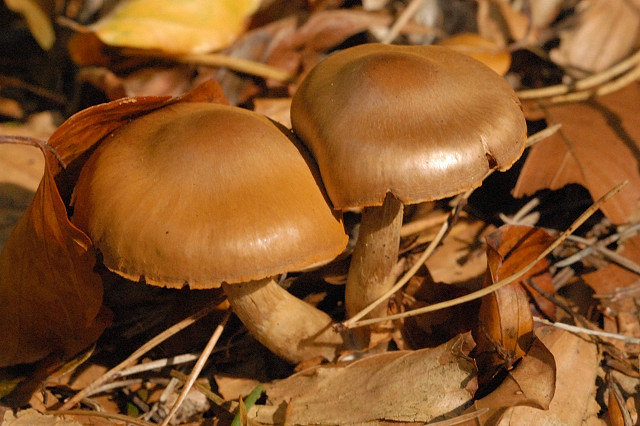
!Cortinarius cagei!

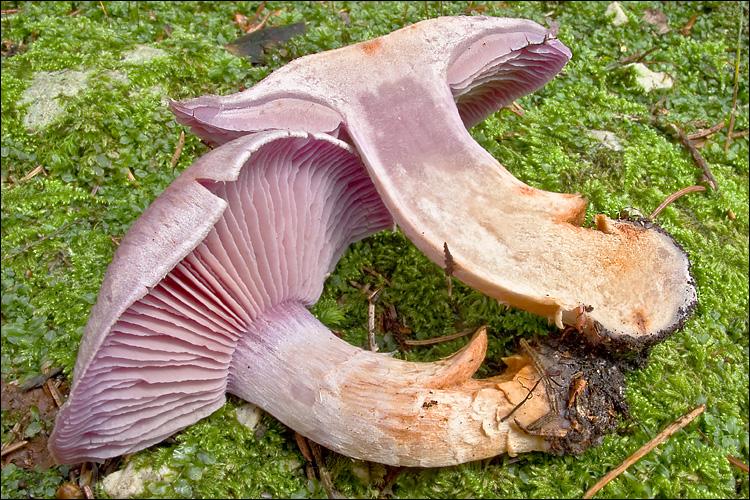
!Cortinarius camphoratus!
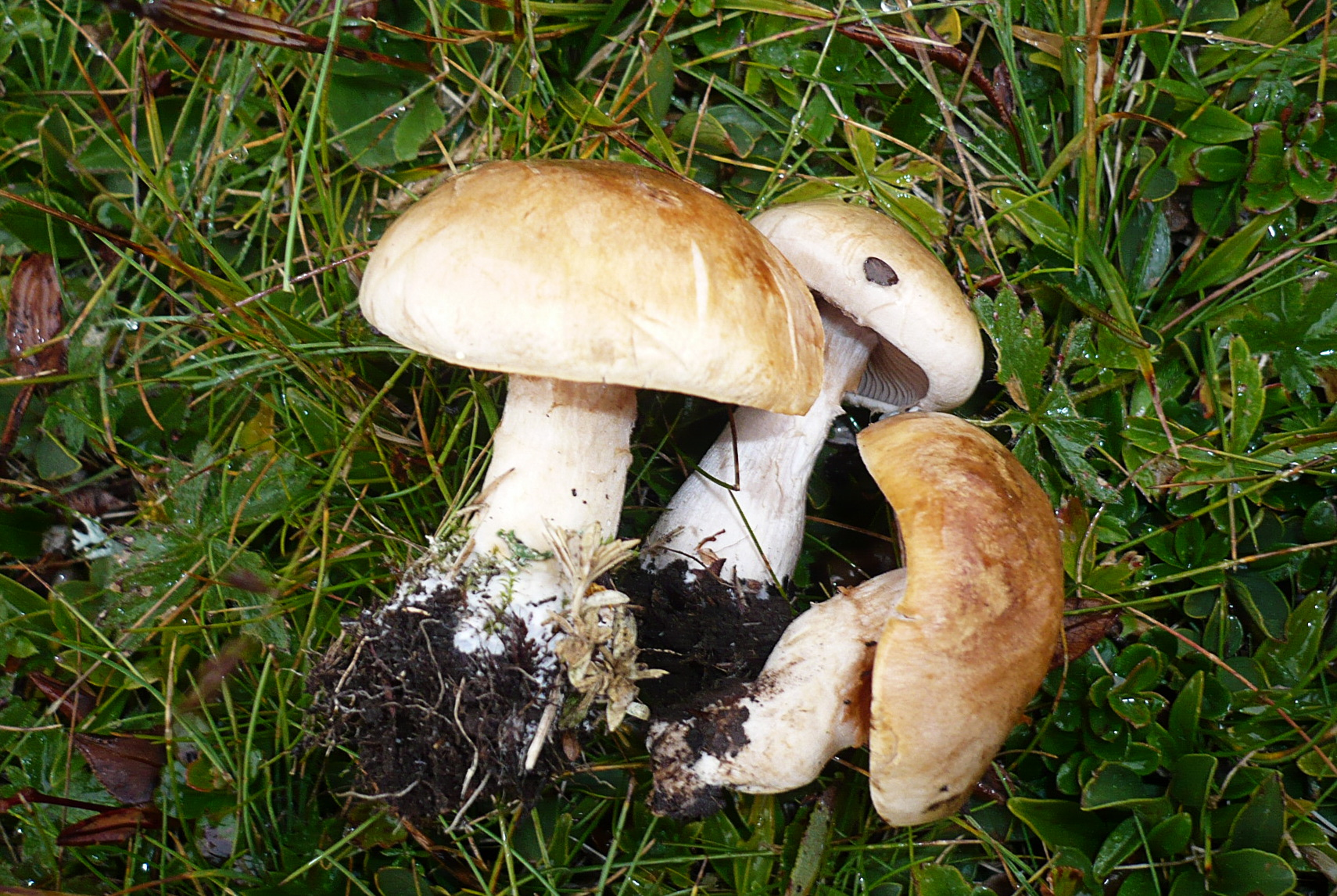
Cortinarius caninus
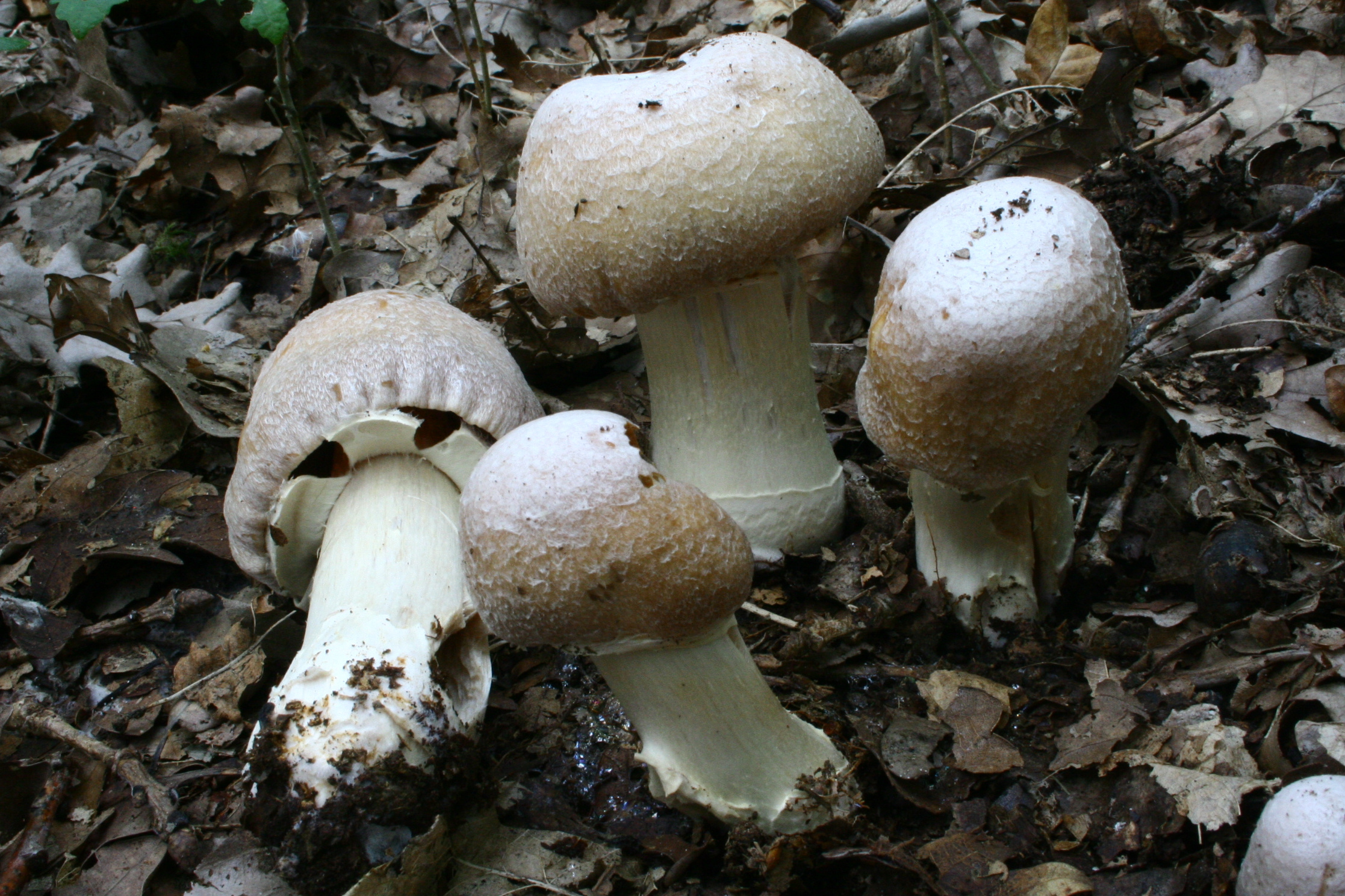
Cortinarius caperatus
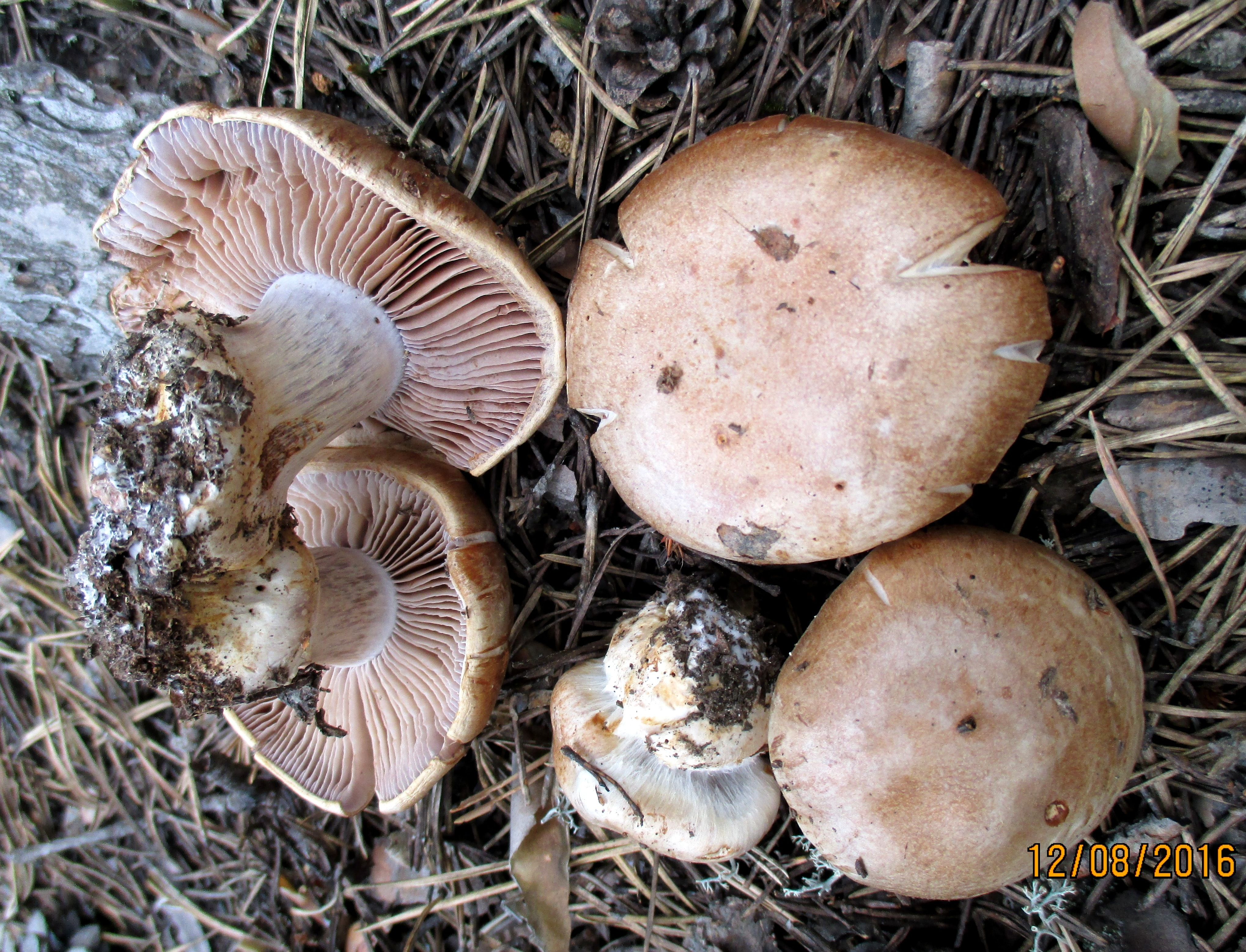
Cortinarius glaucopus
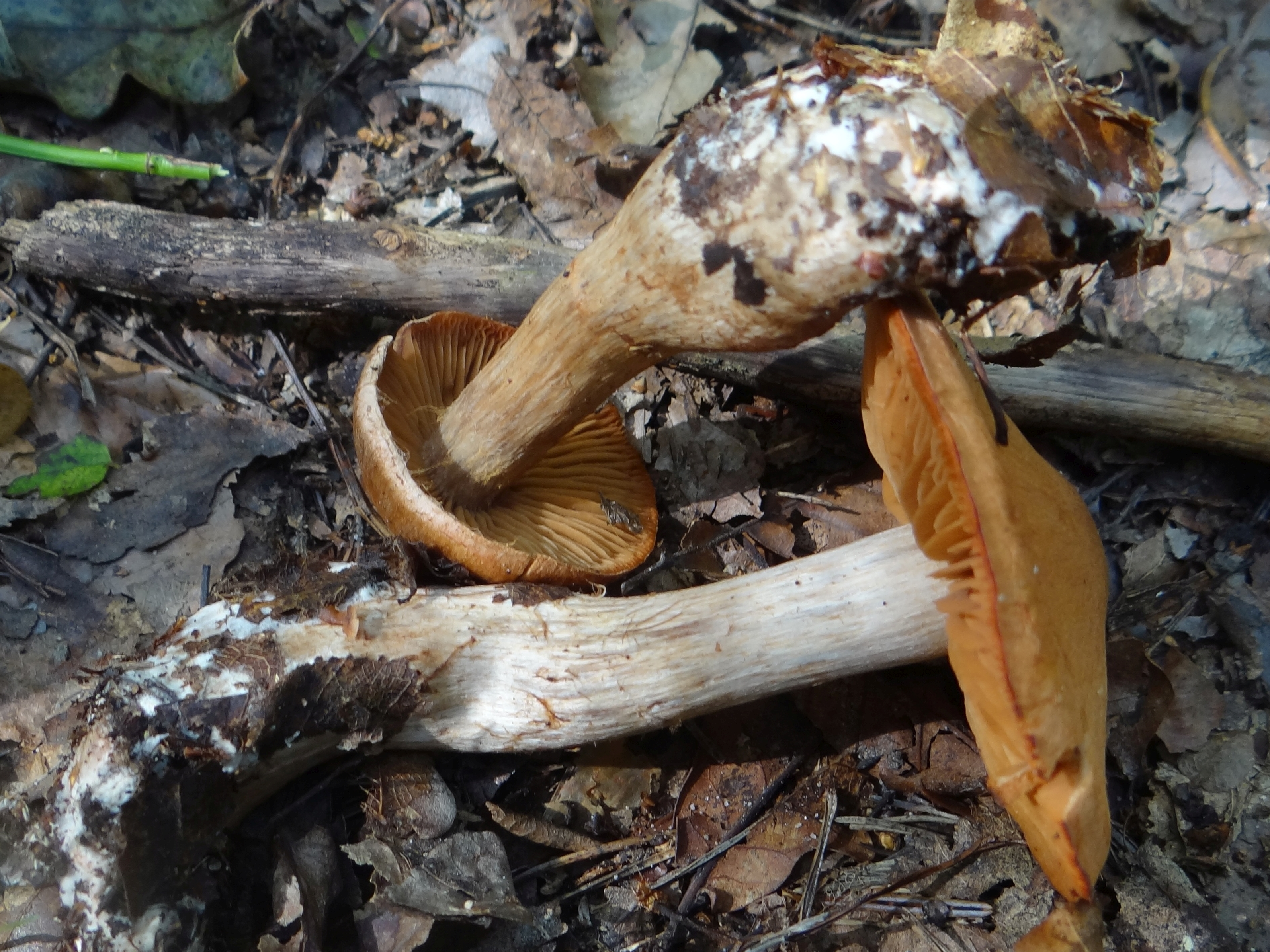
!Cortinarius laniger!

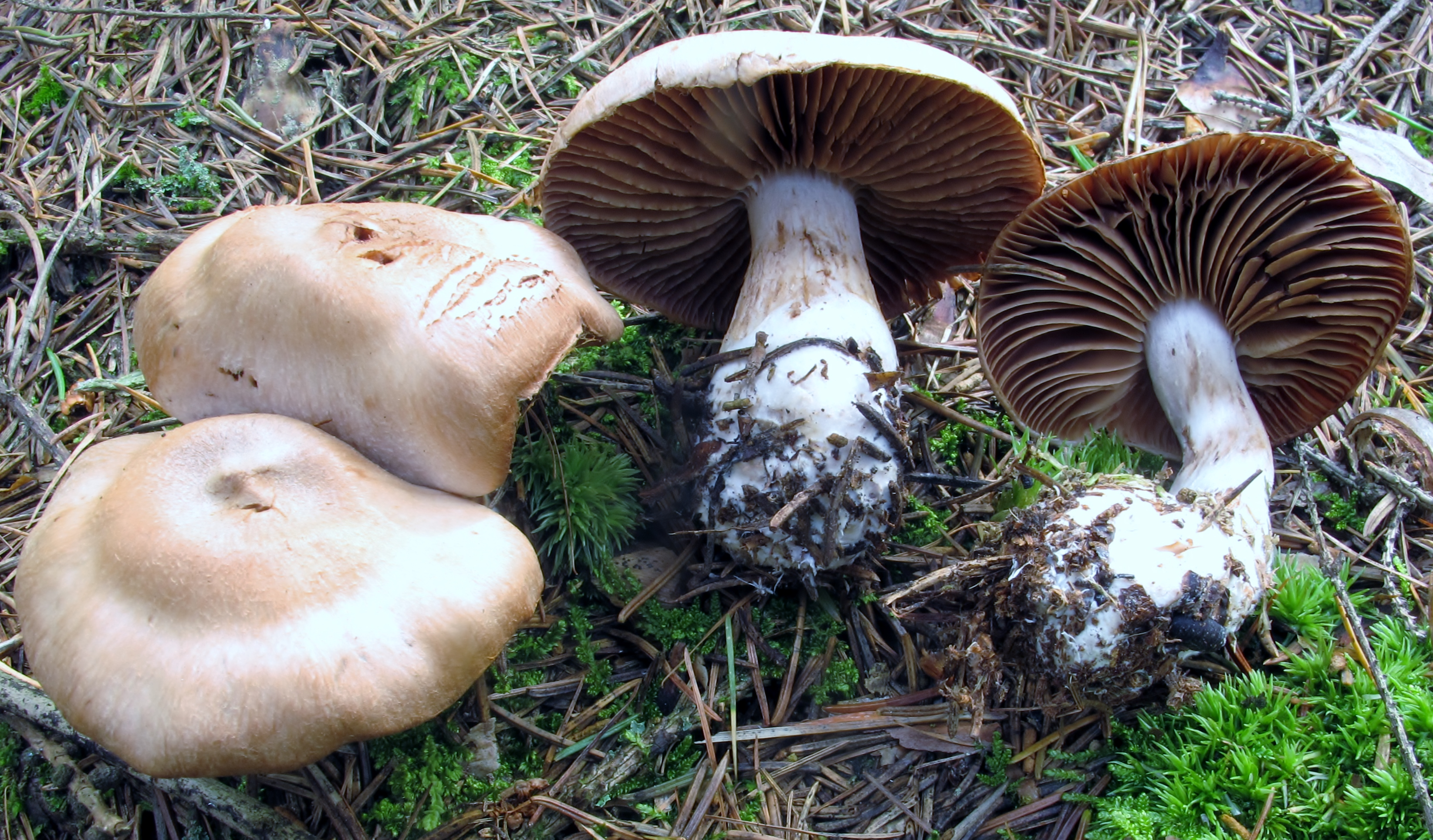
!Cortinarius malachius!
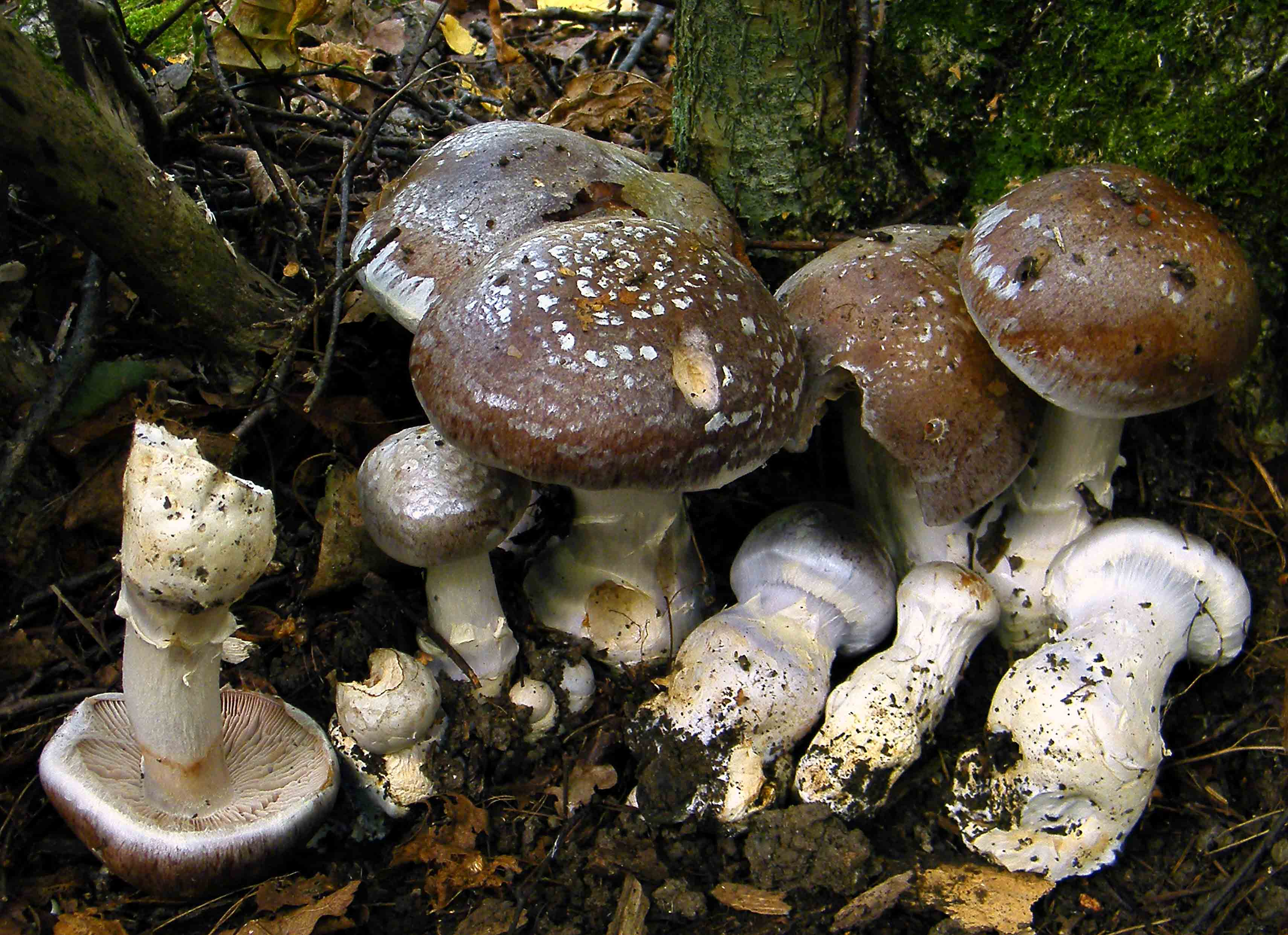
Cortinarius praestans
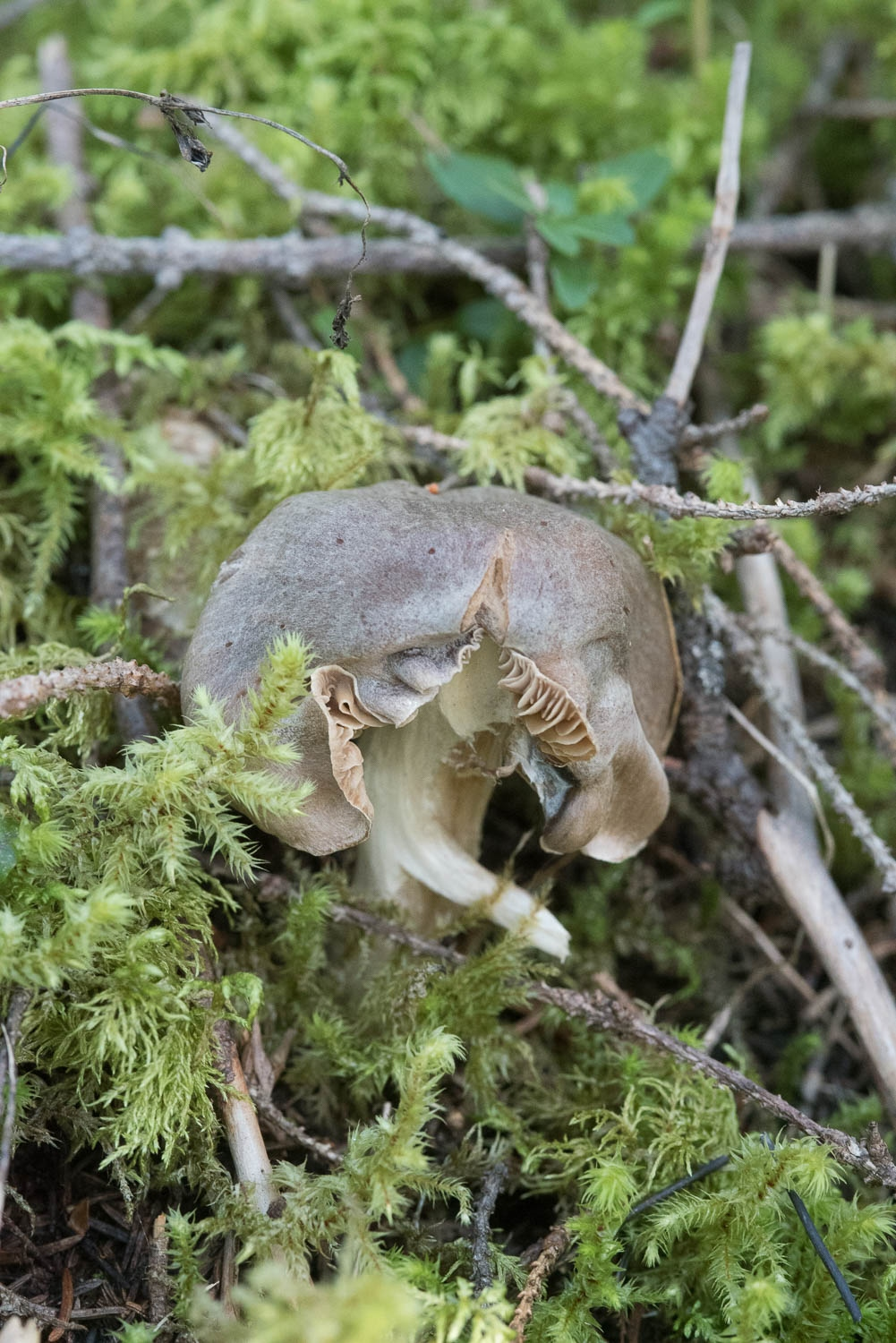
!Cortinarius rigens!
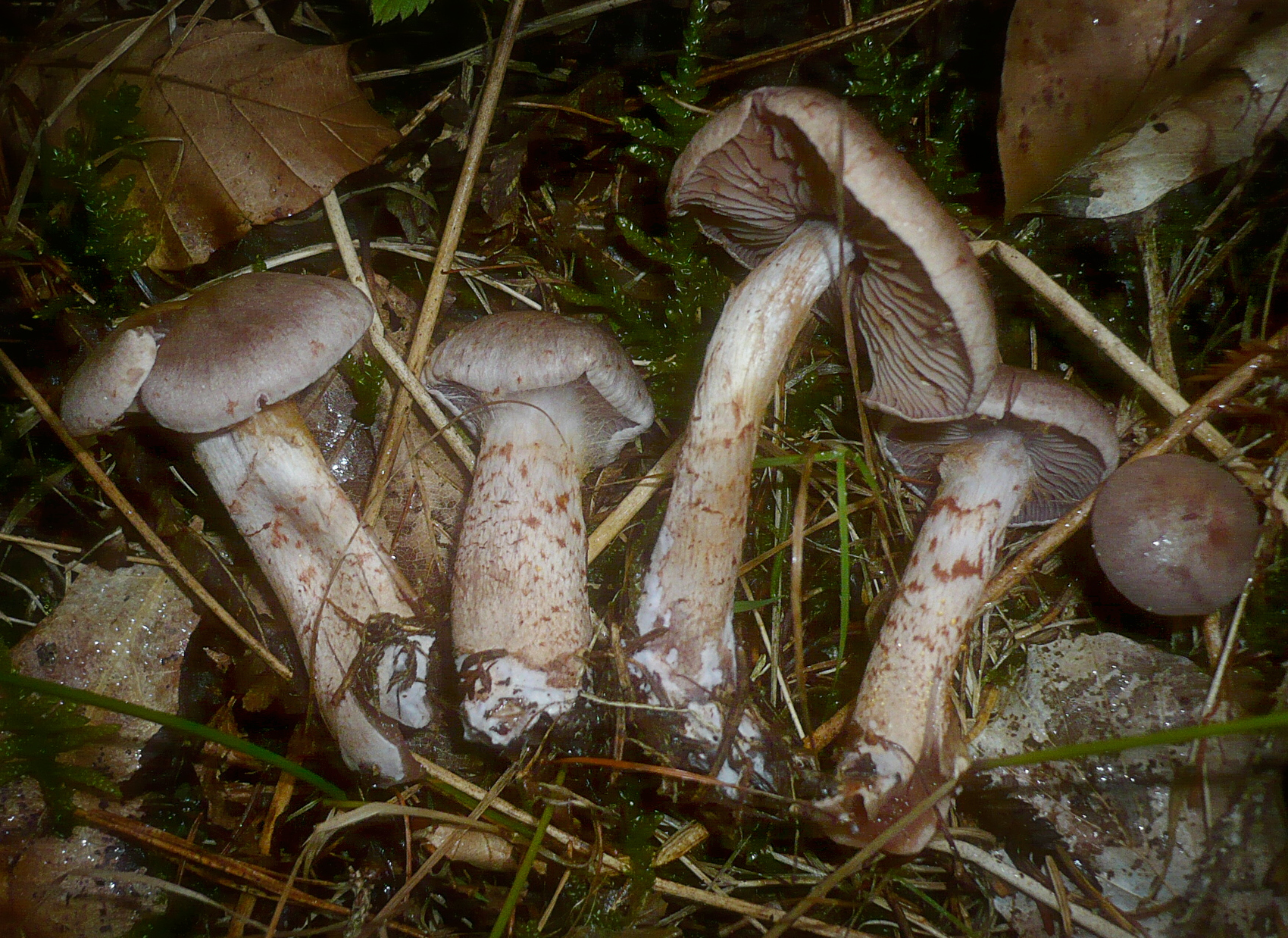
!Cortinarius spilomeus!
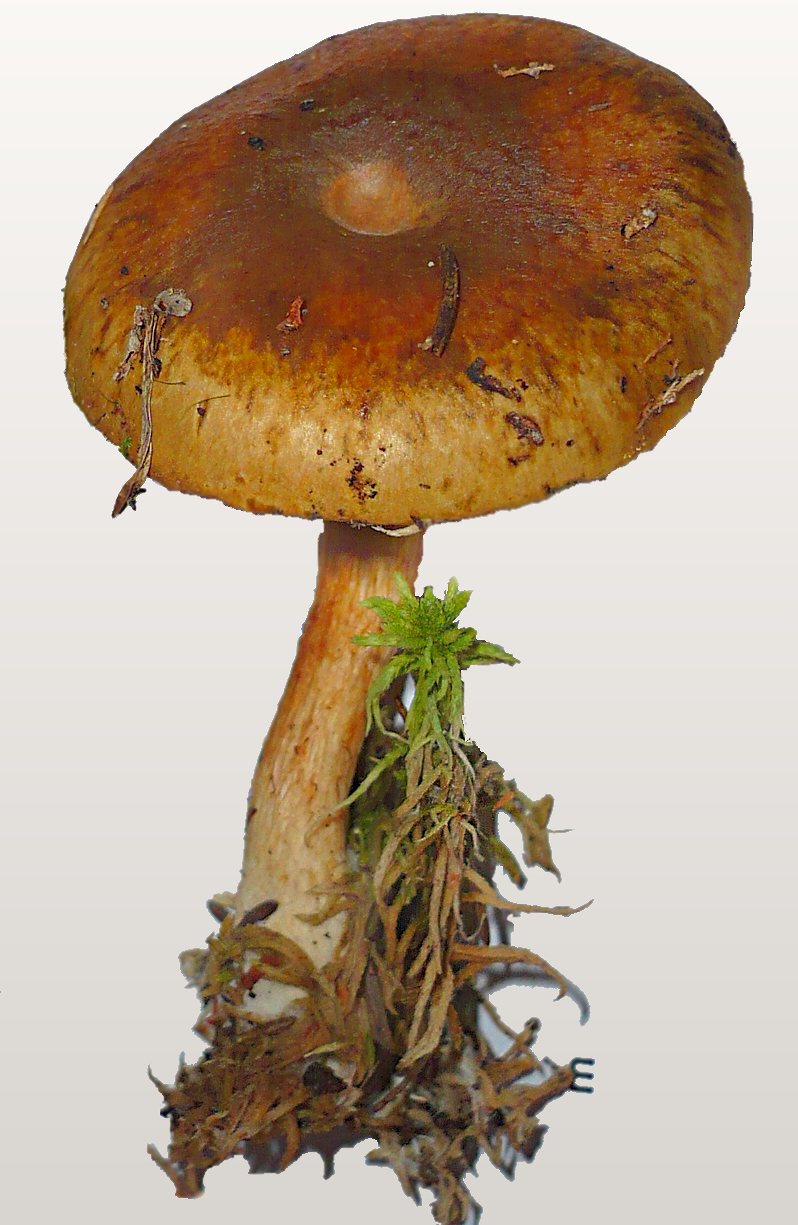
!Cortinarius subtortus!
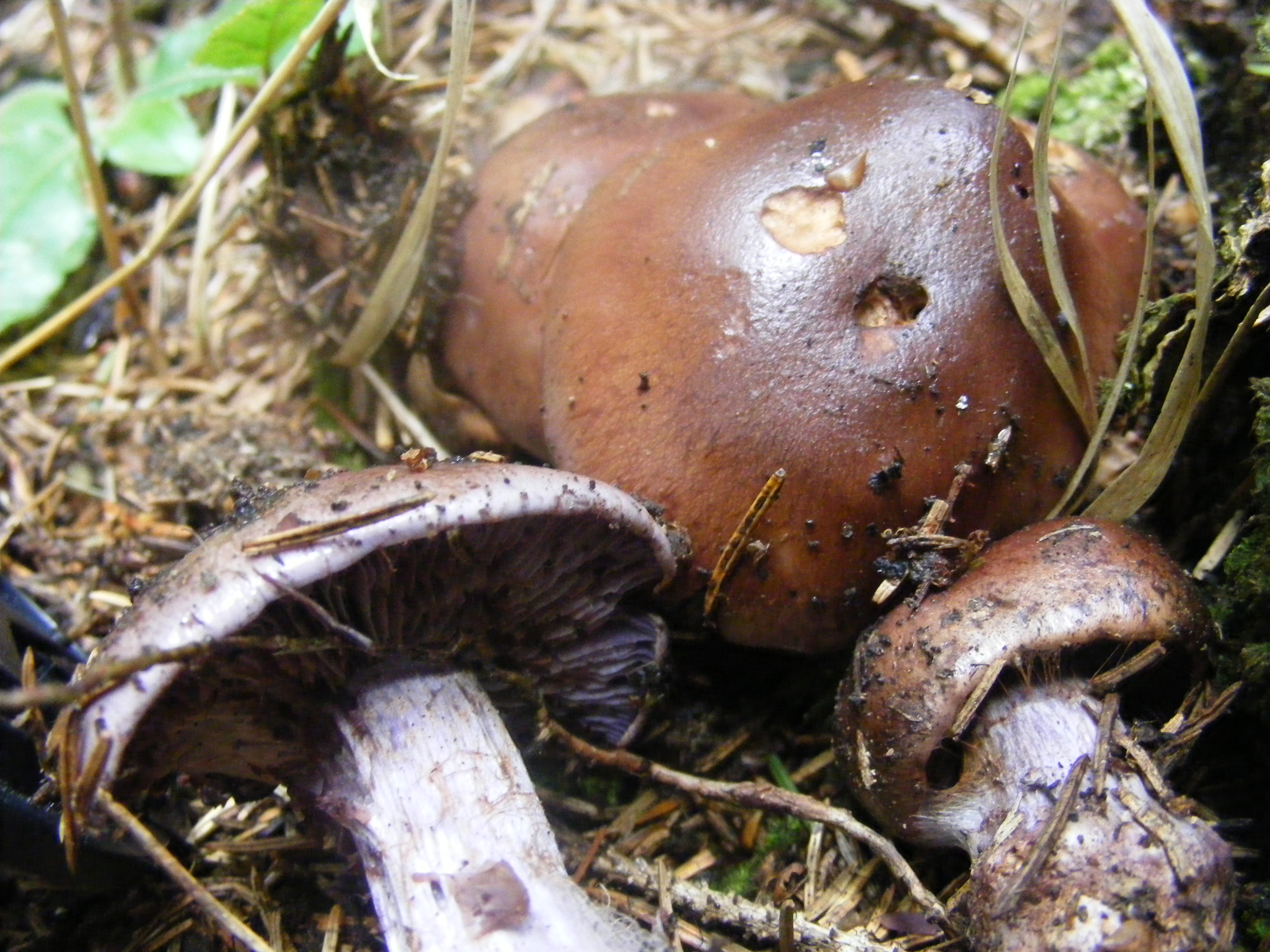
!!Cortinarius traganus!!

## Valorificare
Cortinarius torvus nu este toxic, dar necomestibil, din cauza calității inferioare a cărnii precum al mirosului și gustului neplăcut. În plus, specia poate fi confundată ușor cu unele otrăvitoare. 